# قصي قاسم
قصي قاسم هاشم مواليد 1 يوليو 1947 في العراق، هو لاعب كرة قدم عراقي سابق.